# Moffat, Colorado
Moffat är en ort i Saguache County i delstaten Colorado, USA.